# Davies Nkausu
Davies Nkausu (ur. 1 stycznia 1986 w Lusace) – piłkarz zambijski grający na pozycji prawego obrońcy. Od 2018 roku jest zawodnikiem klubu Baroka FC.

## Kariera klubowa
Karierę piłkarską Nkausu rozpoczął w klubie Chiparamba Great Eagles. Grał w nim w drużynach juniorskich. W 2004 roku został piłkarzem klubu z Republiki Południowej Afryki, University of Pretoria FC. Grał w nim przez cztery sezony w rozgrywkach Mvela League.
Latem 2008 roku Nkausu przeszedł do Supersport United z Pretorii. W 2009 oraz 2010 roku wywalczył z Supersport dwa mistrzostwa Republiki Południowej Afryki. W 2014 roku grał w Bloemfontein Celtic, a w 2015 wrócił do Pretoria University. Grał też we Free State Stars FC i Baroka FC.
| Sezon   | Klub                      | Kraj              | Rozgrywki               | Mecze | Bramki |
| ------- | ------------------------- | ----------------- | ----------------------- | ----- | ------ |
| 2004/05 | University of Pretoria FC | Południowa Afryka | Mvela League            | 29    | 0      |
| 2005/06 | University of Pretoria FC | Południowa Afryka | Mvela League            | 29    | 1      |
| 2006/07 | University of Pretoria FC | Południowa Afryka | Mvela League            | 26    | 3      |
| 2007/08 | University of Pretoria FC | Południowa Afryka | Mvela League            | 7     | 0      |
| 2008/09 | Supersport United         | Południowa Afryka | Premier League          | 5     | 0      |
| 2009/10 | Supersport United         | Południowa Afryka | Premier League          | 3     | 0      |
| 2010/11 | Supersport United         | Południowa Afryka | Premier League          | 2     | 0      |
| 2011/12 | Supersport United         | Południowa Afryka | Premier League          | 13    | 0      |
| 2012/13 | Supersport United         | Południowa Afryka | Premier League          | 13    | 0      |
| 2013/14 | Supersport United         | Południowa Afryka | Premier League          | 5     | 0      |
| 2013/14 | Bloemfontein Celtic       | Południowa Afryka | Premier League          | 16    | 0      |
| 2014/15 | Bloemfontein Celtic       | Południowa Afryka | Premier League          | 3     | 0      |
| 2014/15 | University of Pretoria FC | Południowa Afryka | Premier League          | 2     | 0      |
| 2015/16 | Free State Stars          | Południowa Afryka | Premier League          | 12    | 0      |
| 2016/17 | Free State Stars          | Południowa Afryka | Premier League          | 10    | 0      |
| 2017/18 | University of Pretoria FC | Południowa Afryka | National First Division | 17    | 0      |
| 2018/19 | Baroka FC                 | Południowa Afryka | Premier League          | 0     | 0      |

## Kariera reprezentacyjna
W reprezentacji Zambii Nkausu zadebiutował 19 listopada 2008 roku w przegranym 0:3 towarzyskim meczu z Marokiem. W 2012 roku został powołany do kadry na Puchar Narodów Afryki 2012, w 2013 na Puchar Narodów Afryki 2013, a w 2015 na Puchar Narodów Afryki 2015.